# Ferdi De Ville

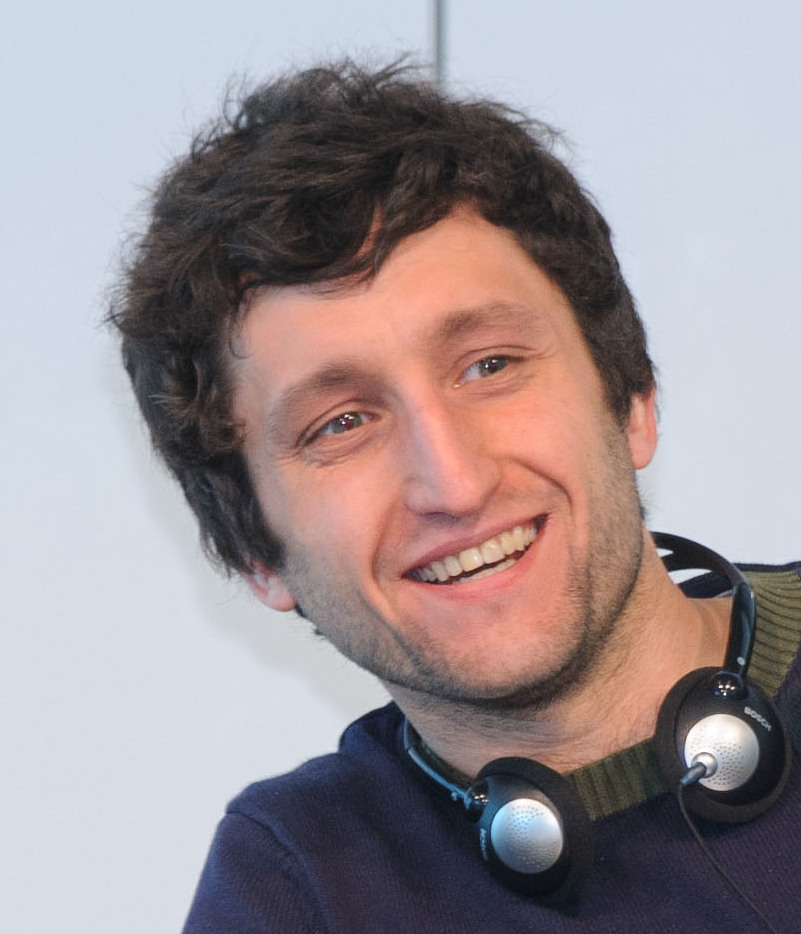
Ferdi De Ville, 2013

Ferdi De Ville (Ninove, 1985) is een Belgisch politicoloog en gespecialiseerd in Europees handelsbeleid. Hij is aangesteld als docent aan de universiteit van Gent en tevens lid van de denktank Minerva. 

## Biografie
De Ville behaalde aan de universiteit van Gent in de politieke wetenschappen een master in 2007 en PhD in 2011. 
De Ville is docent Europese studies aan de universiteit van Gent. Daarnaast deed hij adviserend onderzoek voor Vlaamse overheid.
De Ville was fractieleider in de gemeenteraad van Ninove tussen 2013 en 2015 voor sp.a/Groen.

## Publicaties
- TTIP, The Truth about the Transatlantic Trade and Investment Partnership (2015), co-auteur met Gabriel Siles-Brügge (TTIP - een nuchtere analyse van beloftes en kritieken)
- Rising Powers and Economic Crisis in the Euro Area (2016), co-auteur met Mattias Vermeiren
- Winnaars en verliezers (2018)

- Bibsys: 1492758307667
- Gemeinsame Normdatei: 1033524948
- International Standard Name Identifier: 0000 0004 4963 1989
- Library of Congress Control Number: n2015033673
- Nationale Bibliotheek van Tsjechië: xx0207040
- Nederlandse Thesaurus van Auteursnamen: 330618237
- Système universitaire de documentation: 191443549
- Virtual International Authority File: 291768477
- WorldCat: E39PBJpDT9Y3MxFmK7ftThy68C